# الحاكم العسكري لباريس

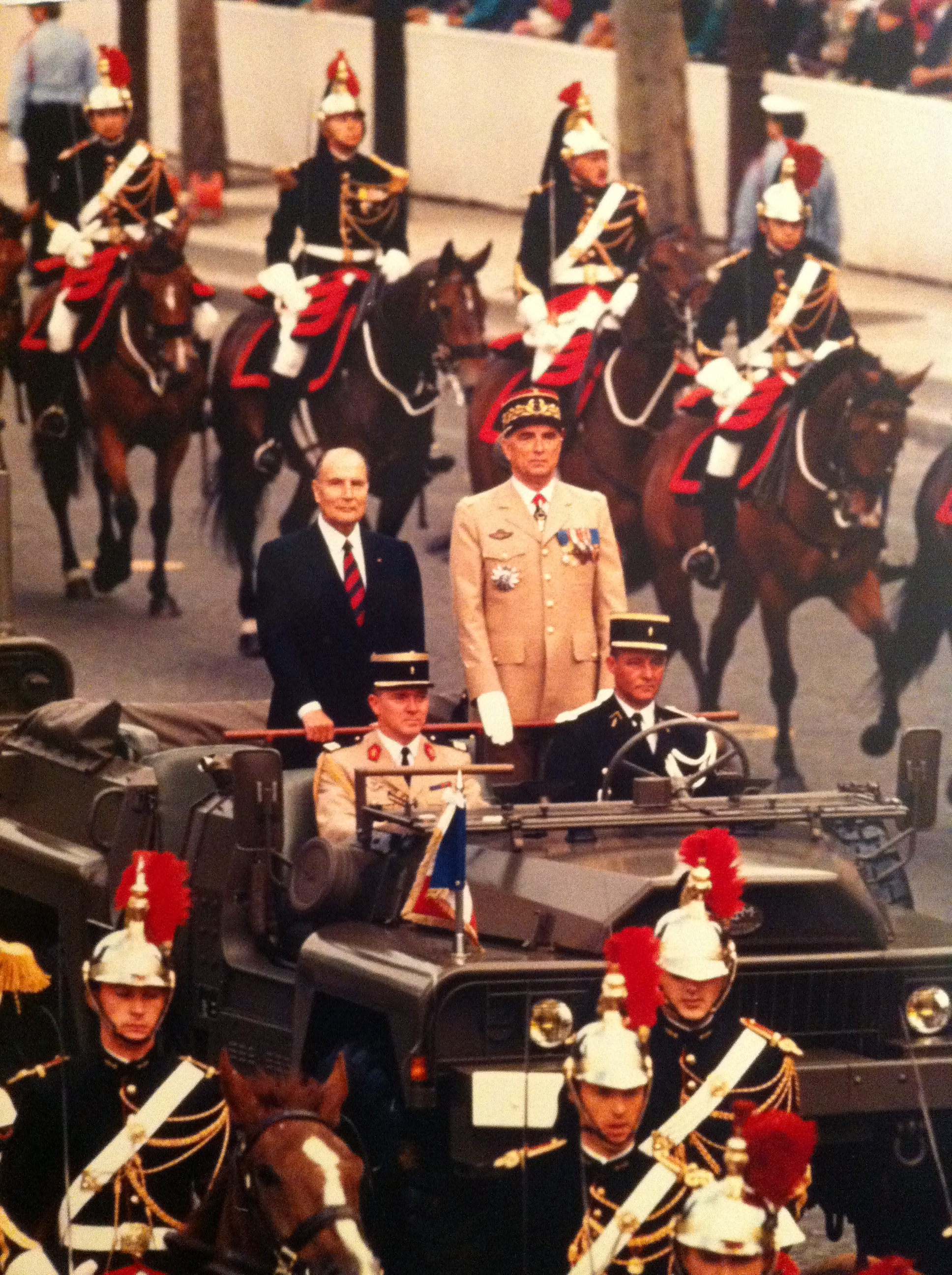
الرئيس الفرنسي فرانسوا ميتران والحاكم العسكري لباريس هيرفي نافيرو يستعرضان القوات خلال العرض العسكري في يوم الباستيل عام 1989

الحاكم العسكري لباريس هو منصب ضمن الجيش الفرنسي. وهو يتولى قيادة حامية باريس ويمثل كل القوات العسكرية المتمركزة في باريس في المناسبات الرسمية الكبرى. وهو مسؤول أيضًا (تابع لرئيس فرنسا) عن تنظيم الاحتفالات الوطنية الكبرى مثل العرض العسكري ليوم الباستيل في الشانزليزيه.
إن أساس هذا المنصب غير واضح، لكنه تطور بعد ذلك على مرحلتين. وفي ظل النظام القديم كان دوره محدودا بالمقارنة مع زملائه في المقاطعات الذين كانوا يمثلون ملك فرنسا في غيابه، بينما كان الملك حاضرا في باريس. أُلغي هذا المنصب أثناء الثورة الفرنسية قبل أن يعيد نابليون تأسيسه في عام 1804، عندما تم تعزيزه من خلال التحول إلى دور قيادي عسكري.

## قائمة الحكام

### حكام باريس في ظل النظام القديم
- لويس الأول دوق أنجو: 1356–1357
- جان دوق بيري: 1411

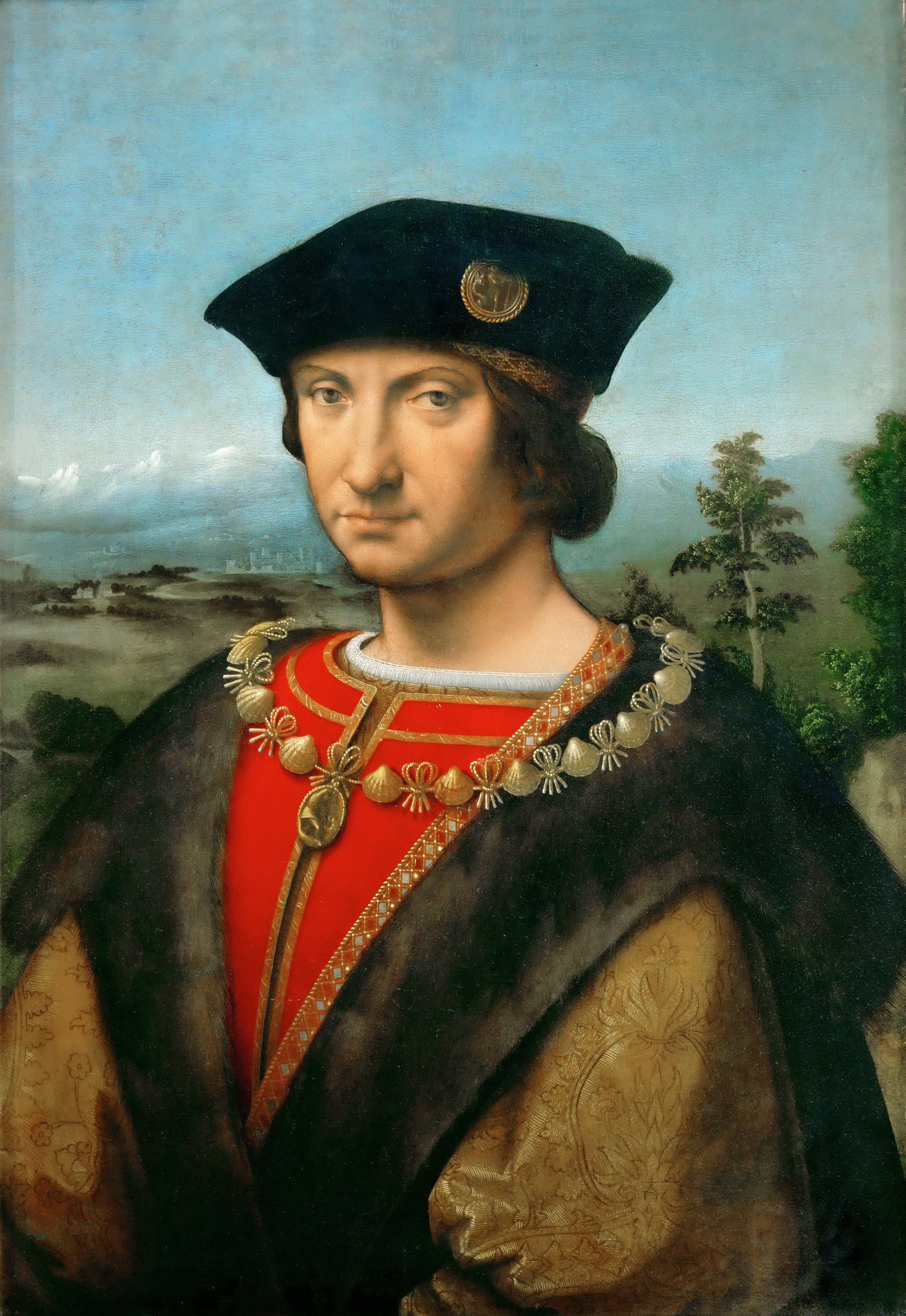
تشارلز الثاني دامبواز، حاكم باريس من عام 1493 إلى عام 1496

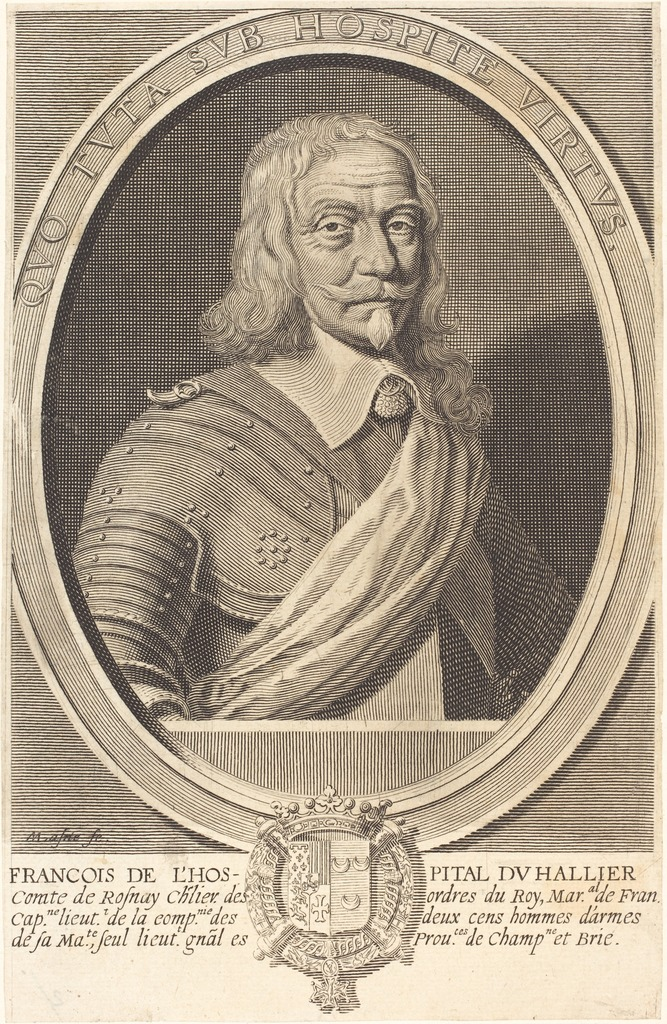
فرانسوا دي لوسبيتال، حاكم باريس من عام 1648 إلى عام 1657

- واليران الثالث دي لوكسمبورغ: 1411-1413
- جان الثاني دي لوكسمبورغ: 1418-1420
- المارشال جان دي لا بوم: 1422–142.
- جان دو فيلييه: 1429–14..
- فيليب دي ترنانت: 14..–14..
- جاك دي فيلييه: 1461
- شارل دي أرتوا، كونت أو: 1465
- تشارلز دي ميلون، بارون الأراضي ونورمانفيل: 1465–1467
- تشارلز الأول دامبواز، كونت برين: 1467–1470
- شارل دي غوكورت، فيكونت إيكس: 14..–1472
- أنطوان دي شابان، كونت دامارتان: 1472–147.
- غيوم دي بواتييه [أي؟]: 1478–14..
- لويس دورليان: 1483-1485
- أنطوان دي شابان، كونت دامارتان: 1485–1488
- جيلبرت دي مونتبنسير: 14..–1494
- تشارلز الثاني دامبواز: 1493-1496
- أنطوان دو لاروشفوكو، سيد باربيزيو: 15..–15..
- المارشال بول دي ثيرميس: 1559-1562
- المارشال شارل دي كوسيه: 1562-1563
- المارشال فرانسوا دي مونتمورنسي: 15..–1572
- رينيه دي فيليكييه، فيكونت لاغيرش، 1580
- فرانسوا دو: 158.-1589
- تشارلز إيمانويل دي سافوي: 1589-1590
- جان فرانسوا دي فودوا: 1590-1594
- شارل الثاني دي كوسي، مارشال الدوري: 1594
- فرانسوا دو: 1594
- شارل دو بليسيس: 1616
- هرقل دي روهان، دوق مونتبازون: 1643–16.
- المارشال فرانسوا دي لاسبيتال: 1648–1657
- ماريشال دي كامب أمبرواز-فرانسوا دي بورنونفيل: 1657–1662
- المارشال أنطوان دومون، ماركيز فيليكييه: 1662–1669
- غابرييل دي روششوارت، دوق مورتيمارت: 1669-1675
- شارل الثالث دي كريكي، دوق بوا: 1676–1687
- ليون بوتييه، دوق جيسفر: 1687–1704
- دوق تريسميس: 1704-1739
- برنارد بوتييه، دوق جيسفر: 1739–1757
- تشارلز لويس دالبرت، دوق شيفروز ولوينز: 1757–1771
- المارشال جان دي كوسي بريساك: 1771-1780
- ماريشال دي كامب لويس دي كوسي بريساك: 1780-1791

### القادة العامون للقوات المسلحة في باريس

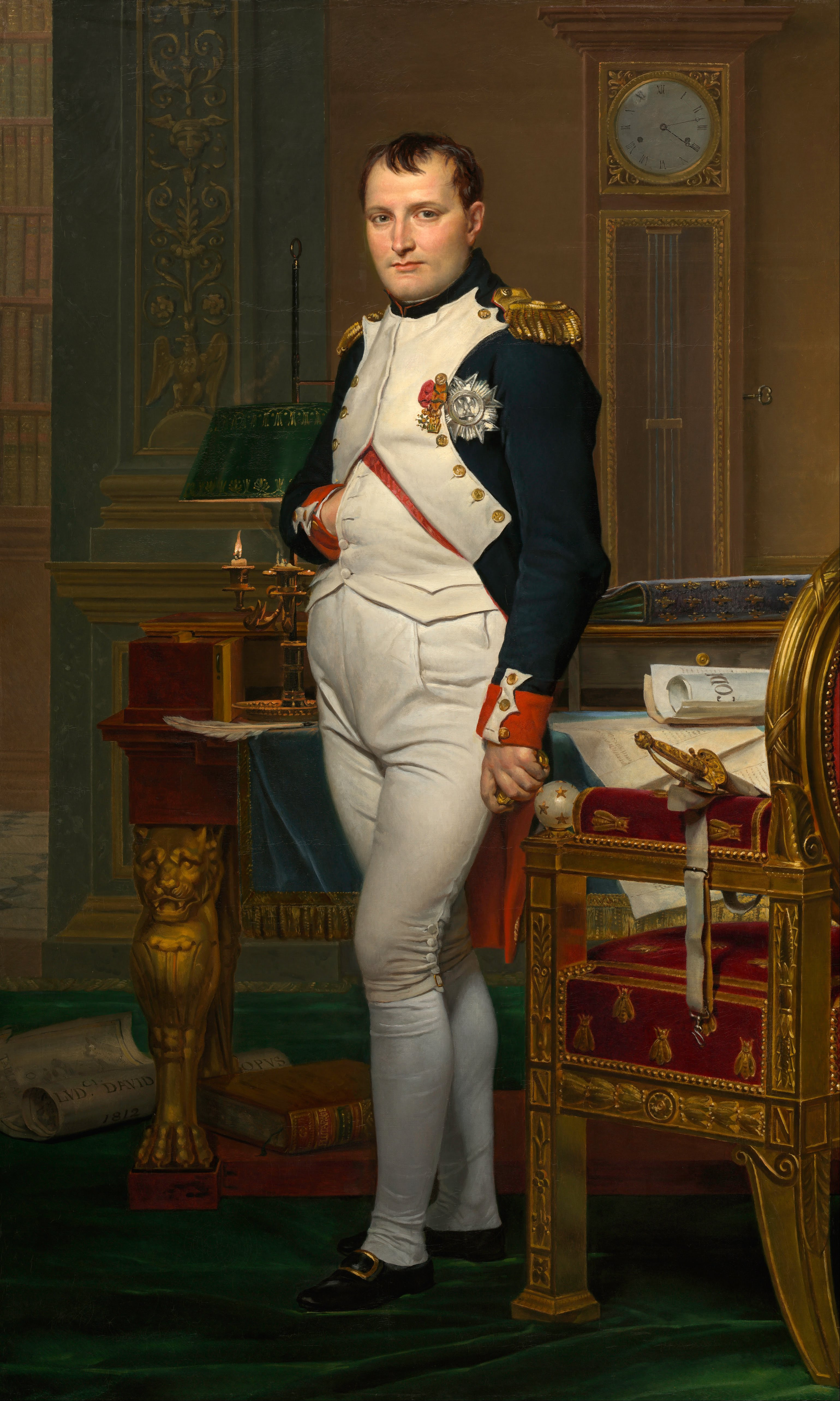
الإمبراطور نابليون بونابرت، قائد القوات المسلحة في باريس من عام 1795 إلى عام 1796

- الجنرال لويس أوغست أوغستين دافري: 1791–1792
- الجنرال جاك فرانسوا دي مينو: 1792-1794
- الجنرال جان تييري: 1794–1795
- الجنرال جاك فرانسوا دي مينو: 1795
- الجنرال بول دي باراس: 1795
- الجنرال نابليون بونابرت: 1795-1796
- الجنرال جاك موريس هاتري: 1796-1797
- الجنرال بيير أوجيرو: 1797
- الجنرال لويس ليموين: 1797
- الجنرال جان فرانسوا مولان: 1797-1798
- الجنرال جوزيف جيلوت: 1798-1799
- الجنرال بارتيليمي كاثرين جوبير: 1799
- الجنرال جان أنطوان ماربو: 1799
- الجنرال فرانسوا جوزيف ليفبفر: 1799–1800
- الجنرال إدوارد مورتييه: 1800-1803
- الجنرال جان أندوش جونو: 1803-1804

### الحكام العسكريون لباريس بعد الثورة الفرنسية
- الجنرال جواكيم موراه: 1804–1805[1]
- الأمير لويس بونابرت: 1805-1806
- المارشال جواكيم موراه: 1806
- الجنرال جان أندوش جونو: 1806–1807

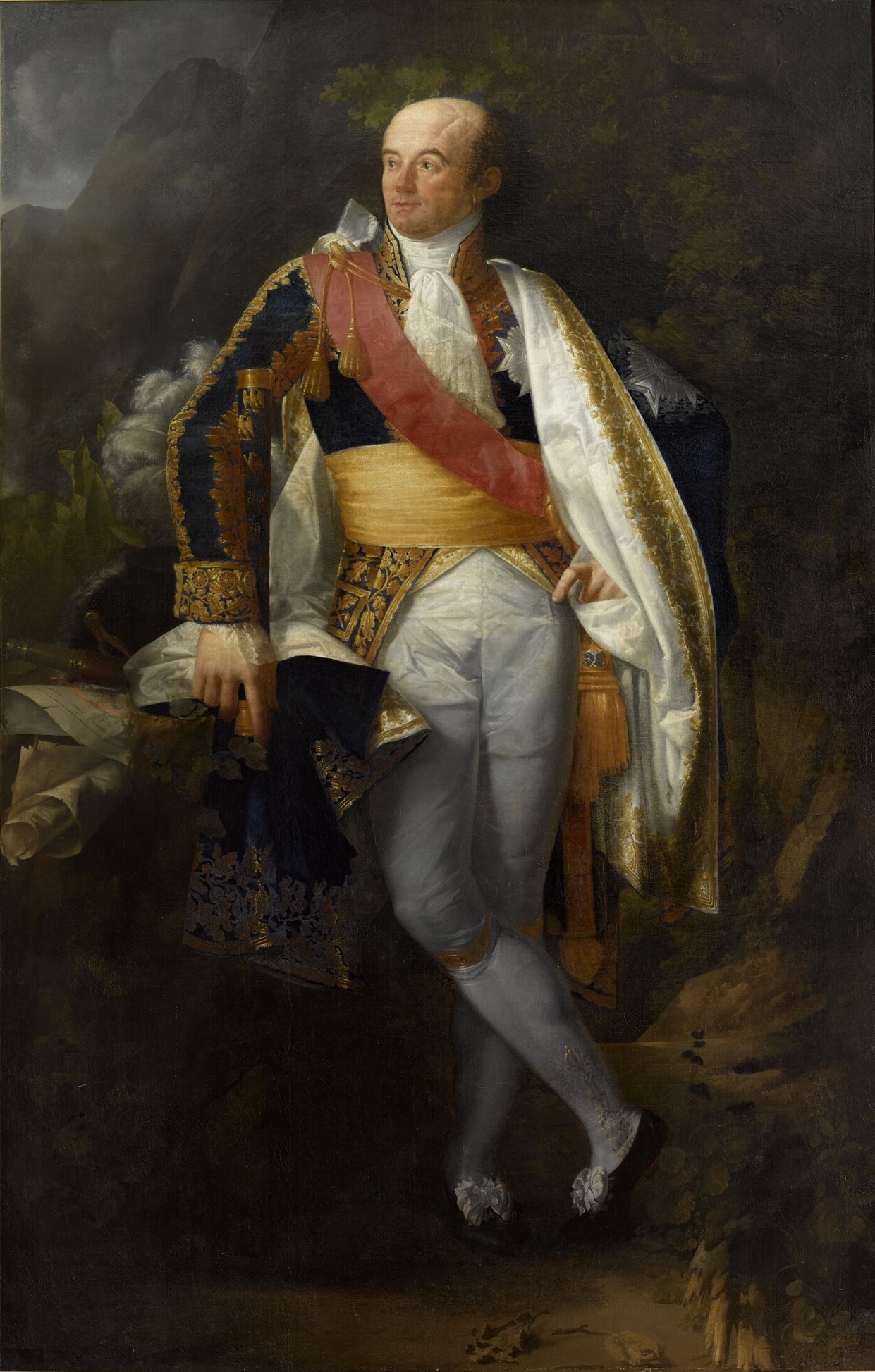
المارشال كاثرين دومينيك دي بيريجنون، الحاكم العسكري لباريس من عام 1816 إلى عام 1819

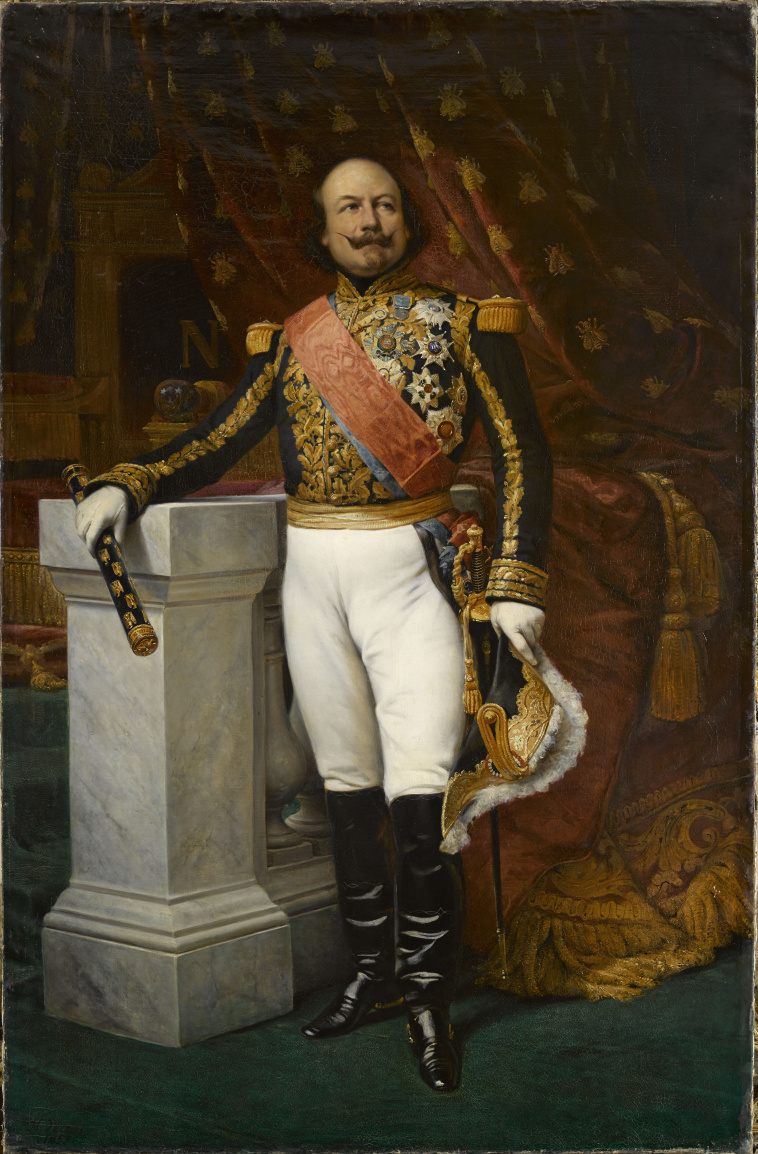
المارشال فرانسوا سيرتين دي كانروبرت، الحاكم العسكري لباريس من عام 1865 إلى عام 1870

- الجنرال بيير أوغستين هولين: 1807-1814
- الجنرال لويس دي روششوارت: 1814
- الجنرال لويس سيباستيان غروندلر: مايو 1814-يناير 1815
- الجنرال نيكولا جوزيف ميزون: 1815
- الجنرال بيير أوغستين هولين: 1815 (المئة يوم)
- المارشال أندريه ماسينا: يوليو 1815
- الجنرال نيكولا جوزيف ميزون: يوليو-سبتمبر 1815
- الجنرال هياسنثي ديسبينوي: 1815-1816
- المارشال كاثرين دومينيك دي بيريجنون: 1816-1818
- الجنرال نيكولا جوزيف ميزون: 1819-1821
- المارشال أوغست دو مارمون: 1821-1830
- الجنرال بيير كلود باجول: 1830-1842
- الجنرال تيبورس سيباستياني: 1842-1848
- الجنرال نيكولا شانغارنييه: 1848-1851
- الجنرال أشيل باراجوي دي هيلييه: 1851
- المارشال برنارد بيير ماجنان: 1851-1865
- المارشال فرانسوا سيرتين دي كانروبر: 1865-1870
- المارشال أشيل باراجوي دي هيلييه: 1870
- الجنرال لويس جول تروشو: 1870-1871
- الجنرال جوزيف فينوي: 1871
- الجنرال بول دي لادميرولت: 1871-1878
- الجنرال إدوارد أيمارد: 1878-1880
- الجنرال جوستين كلينشانت: 1880-1881
- الجنرال ألفونس تيودور لوكوينت: 1882-1884
- جنرال الفرقة فيليكس غوستاف سوسييه: 1884-1898
- الجنرال إميل زورليندن: 1898-1899
- الجنرال جوزيف بروجير: 1899-1900
- جنرال الفرقة جورج أوغست فلورنتين: 1900-1901
- الجنرال بول فنسنت فور بيجيه: 1901-1903
- الجنرال جان ديسيرييه: 1903-1906
- الجنرال جان بابتيست دالشتاين: 1906-1910
- الجنرال ميشيل جوزيف مونوري: 1910-1912
- الجنرال فيكتور كونستانت ميشيل: 1912-1914
- جنرال الفرقة جوزيف غالياني: 1914-1915
- الجنرال ميشيل جوزيف مونوري: 1915-1916
- الجنرال أوغسطين دبيل: 1916-1918
- الجنرال أدولف غيومات: 1918
- الجنرال تشارلز إميل موينييه: 1918-1919
- الجنرال بيير بردولات: 1919-1923
- الجنرال هنري غورو: 1923-1937
- الجنرال جاستون هنري بيلوت: 1937-1939
- الجنرال بيير هيرينج: 1939-1940
- الجنرال هنري فيرناند دينتز: يونيو 1940

### الحكام العسكريون لباريس تحت الاحتلال الألماني
في ظل الاحتلال الألماني لفرنسا، كان لباريس ثلاثة حكام عسكريين ألمان على الأقل:
- الجنرال أوتو فون شتولبناجل
- الجنرال كارل هاينريش فون شتولبناجل، ابن عم الجنرال السابق
- الجنرال ديتريش فون شولتيتز

### الحكام العسكريون لباريس منذ عام 1944
- الجنرال فيليب ليكلير: 1944

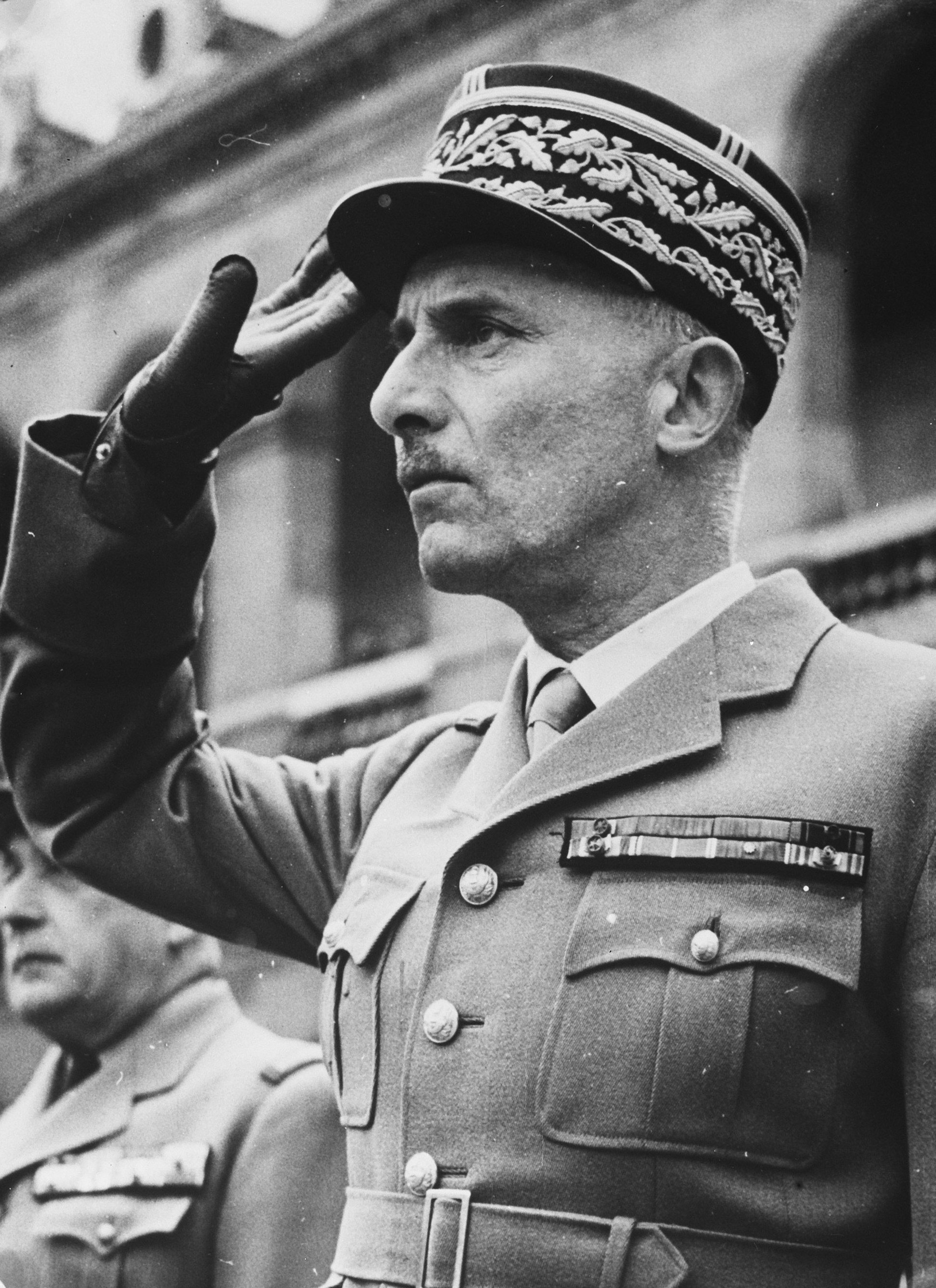
الجنرال هنري زيلر، الحاكم العسكري لباريس من عام 1953 إلى عام 1957

- الجنرال ماري بيير كونيغ: 1944–1945
- الجنرال بول ليجنتيلهوم: 1945-1947
- الجنرال في الجيش رينيه شوتو: 16 يناير 1947–مارس 1953
- الجنرال هنري زيلر: 1953-1957
- الجنرال لويس كونستانت مورليير: 1957–1958
- الجنرال بيير جارباي: 1958-1959
- الجنرال راؤول سالان: 1959–1960
- الجنرال موريس جازين: 1960
- جنرال الجيش أندريه ديميتز: 1960-1962
- الجنرال لويس دوديلير: 1962-1965
- الجنرال فيليب دي كاماس: 1965-1968
- الجنرال أندريه ميلتز: 1968-1971
- جنرال الجيش برنارد أوسورو: 1971-1974
- جنرال فيلق الجيش فيليب كلاف: 1974-1975
- الجنرال جان فافرو: 1975–1977
- جنرال فيلق الجيش جاك دي باري: 1977-1980
- جنرال الجيش جانو لاكازي: 15 سبتمبر 1980–1981
- جنرال فيلق الجيش روجر بيرييه: 1981-1982
- جنرال الجيش ألبان بارتيز: 1 سبتمبر 1982
- جنرال فيلق الجيش ميشيل فينبرسك: 1984
- جنرال الجيش هيرفي نافيرو: 14 مارس 1987
- الجنرال دانييل فاليري: 1 سبتمبر 1991
- الجنرال ميشيل جينيون: 1 أغسطس 1992
- جنرال الجيش ميشيل بيلوت: 28 أكتوبر 1996
- الجنرال بيير كوستيدوات: 1 أغسطس 2000
- الجنرال مارسيل فالنتين: 1 نوفمبر 2002
- الجنرال كزافييه دي زوكوفيتش: 1 أغسطس 2005
- الجنرال برونو داري: 1 أغسطس 2007
- الجنرال هيرفي شاربنتييه: 1 أغسطس 2012
- الجنرال برونو لو راي: 31 يوليو 2015
- الجنرال كريستوف آباد: 31 يوليو 2020
- الجنرال لويك ميزون: 1 أكتوبر 2024

## الاستشهادات
1. ↑  Tulard, Jean. Murat: Du maréchal d'Empire au roi de Naples. Paris: Marabout, 1983, 68–69.

## فهرس
- العقيد جيرار بيوفيل، الملازم الأول بيير بيرييه، الحكام العسكريون في باريس ، معلومات ومذكرات أوروبية، الحكومة العسكرية في باريس، 1999.
- تولارد، جان. مراد: Du maréchal d'Empire au roi de Naples. باريس: مارابوت، 1983.

## روابط خارجية
- Règlement du Service de garnison